# COMT inhibitor
COMT inhibitor je lek koji inhibira dejstvo katehol-O-metil transferaze. Ovaj enzim učestvuje u degradaciji neurotransmitera. COMT inhibitori se koriste u tretmanu Parkinsonove bolesti.
Farmaceutiski članovi ove grupe su između ostalog entakapon, tolkapon, i nitekapon. Entakapon ima samo periferno dejstvo, dok su tolkapon i nitekapon aktivni u perifernom i centralnom nervnom sistemu.